# Kannagi
Cet article concerne le personnage de l'épopée tamoule Silapathikaram. Pour le manga japonais, voir Kannagi : Crazy Shrine Maidens. Pour les autres significations, voir Kannagi (homonymie).
Kannagi ou Kaṇṇaki (tamoul : கண்ணகி, malayalam : കണ്ണകി, singhalais : පත්තිනි (pattini)) est une femme légendaire tamoule, héroïne de l'épopée d'Inde du Sud appelée le Silapathikaram ou le « Roman de l'anneau ». 
Selon la légende, Kannagi se vengea du roi de Madurai, à la suite de l'exécution sommaire de son mari Kovalan, en jetant une malédiction sur la cité. Son mari avait de fait été décapité, car les gardes du roi avaient cru à tort que le bracelet d'or qu'il voulait vendre était celui qui venait d'être volé à la reine. 
Kannagi est vénérée aujourd'hui comme déesse de la chasteté. Sa dévotion à son mari, malgré sa liaison avec une danseuse, et l'énergie farouche avec laquelle elle réclama justice lorsqu'il fut exécuté à tort, en font une figure légendaire très connue dans l'extrême-sud de l'Inde et à Ceylan, et parfois présentée comme l'incarnation idéale de la femme tamoule.

## L'histoire

### Kovalan et Kannagi
Kovalan, le fils d'un riche marchand de Kaveripattinam, avait épousé Kannagi, une jeune femme d'une légendaire beauté. Ils vivaient tous deux heureux dans la ville de  Kaveripattinam, jusqu'à ce que Kovalan rencontre la danseuse Madhavi et tombe amoureux d'elle. Éperdu d'amour, il oublie Kannagi, et dépense peu à peu sa fortune pour la danseuse. Au bout du compte, ruiné, Kovalan se rend compte de sa faute, et retourne auprès de Kannagi.  

### Les bracelets de cheville
Tout ce qu'il leur reste est une paire de précieux bracelets de cheville cilambu (d'où le nom de l'épopée), emplis de pierres précieuses. Elle lui donne volontiers ces bracelets, et, avec ce capital, ils se rendent alors à la grande cité de Madurai, où Kovalan espère refaire sa fortune par le commerce.
La ville de Madurai est alors gouvernée par le roi Pandya Nedun Cheliyan Ier. L'objectif de Kovalan était de vendre les bracelets dans ce royaume de manière que lui et sa femme puissent recommencer une vie nouvelle. Malheureusement, à peu près au moment où il s'apprête à vendre les bijoux, un bracelet de cheville est dérobé de la paire que possédait la reine, par un membre de la Cour avide de richesse. Or, ce bracelet de cheville ressemblait fort à ceux de Kannagi. La seule différence était que ceux de Kannagi étaient emplis de rubis, alors que ceux de la reine étaient emplis de perles, mais ce point n'était pas visible sans briser les bracelets. Lorsque Kovalan se rendit au marché, il est accusé d'avoir volé le bracelet, et décapité sur le champ par les gardes du roi, avec l'accord de celui-ci, mais sans jugement. Lorsque Kannagi l'apprend, elle se rend chez le roi, toute pleine d'indignation et de fureur, pour lui prouver l'innocence de son mari.

### Kannagi demande justice et se venge
Kannagi parvient à la cour du roi, et brise le bracelet saisi sur Kovalan, révélant qu'il contient des rubis, et non des perles. Se rendant compte de l'ampleur de son injustice, le roi meurt de chagrin, promptement suivi dans la mort par la reine. Insatisfaite, Kannagi maudit la ville de Madurai et la condamnant à la destruction par les flammes. Sa totale chasteté transforme la malédiction en réalité.

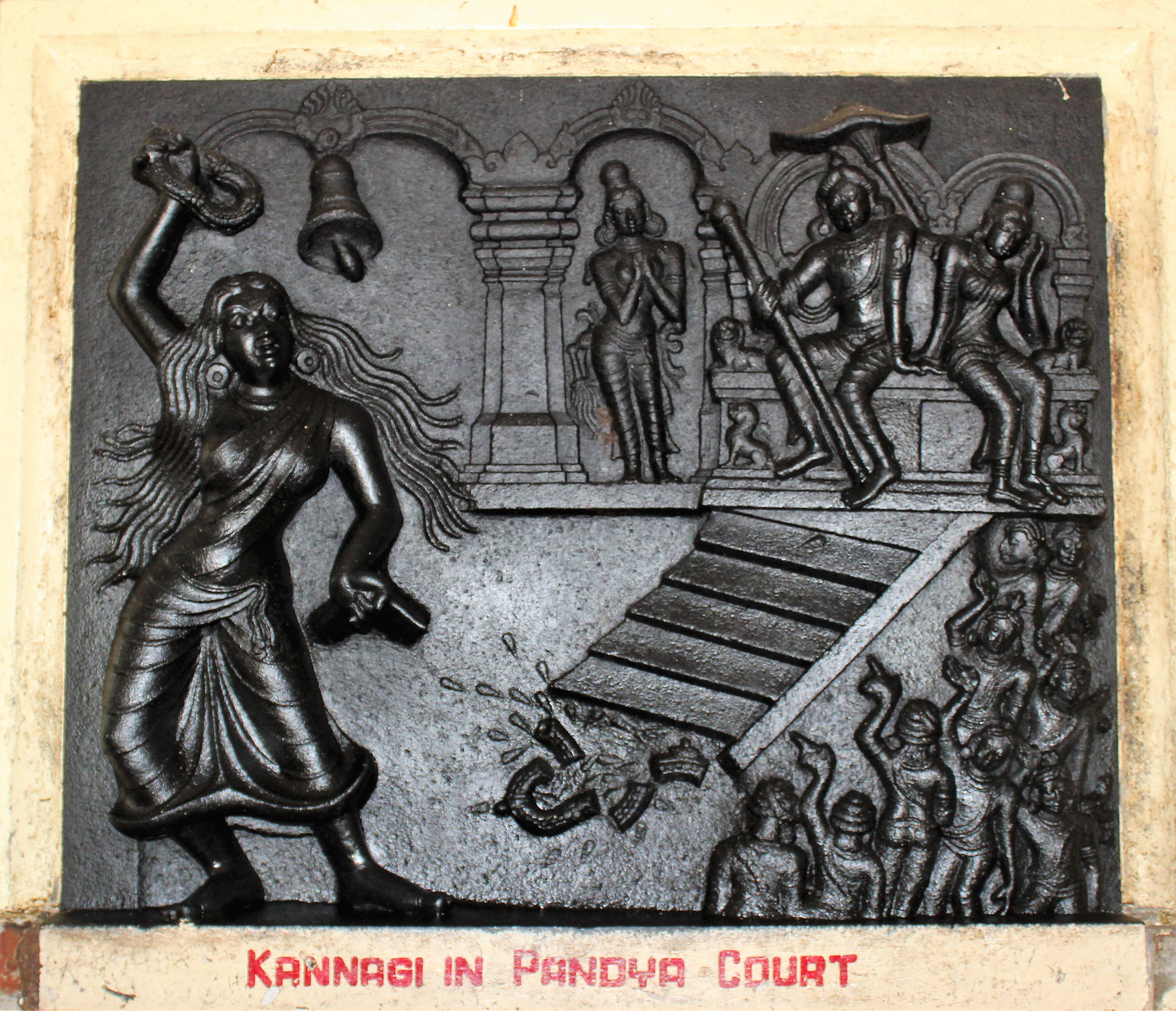
Kannagi brise son bracelet à la cour du roi (musée de).

La ville devient alors un océan de flammes, qui donne lieu à d'immenses pertes humaines et économiques. Cependant, à la demande de la déesse de la ville, Kannagi retire sa malédiction, pour atteindre plus tard le salut. 
L'histoire est contée par le poète Ilango Adigal. Un aspect fascinant, est que l'épopée décrit Madhavi, l'amante de Kovalan, comme une femme tout aussi chaste. C'est en son honneur que Manimekalai, une autre épopée tamoule d'autrefois, fut écrite.

### Après la vengeance
Après l'incendie de la ville de Madurai, Kannagi se rend à Kodungalloor au Kerala, et donne sur son chemin le darshana aux habitants d'Attukal (aujourd'hui un faubourg de Thiruvananthapuram), qui construisent alors un temple. Le temple d'Attukal Devi est fameux pour son pongala, que plus d'un million de femmes chaque année viennent offrir chaque année à la Devi, la déesse. Cet extraordinaire rassemblement annuel de femmes figure au Livre Guinness des records.
Les évènements liés à Kannagi ont une grande influence sur les traditions et la culture du Kerala, du Sri Lanka et du Tamil Nadu.

## L'idéal féminin incarné par Kannagi
Kannagi ou Kannaki Amman est idéalisée comme étant l'archétype de la chasteté, dont elle est toujours adorée comme la déesse. Elle est louangée pour son extrême dévotion envers son mari, en dépit du comportement adultère de celui-ci.
Elle est par ailleurs considérée comme une femme courageuse et éprise de justice, qui alla dénoncer l'injustice directement au roi, et osa même le traiter de roi « non éclairé » (en tamoul தேரா மன்னா (tērā mannā) ; dans le Vazhakkurai Kathai du Silapathikaram). Le point qui est ainsi souligné, c'est l'opposition entre son attitude réservée face à ses problèmes domestiques, et l'audace dont elle savait faire preuve face à l'injustice, même devant le roi.

### Culte de Kannagi
Déifiée, elle fait l'objet d'un culte surtout dans l'île de Ceylan ou Sri Lanka et au Kerala. Le culte de Kannagi aurait été initié par le roi Chera Chenkuttuvan (en) ou Senguttuvan, mentionné dans le Silapathikaram, et dont la cour accueillit le roi de Ceylan (Anurâdhapura) Gajabahu I. Ce dernier est crédité à la fois par les cingalais et les tamouls srilankais pour l'intronisation du culte de Kannaki sur l'île. En tant que déité, Kannakai se serait également rendue sur l'île selon les croyances srilankaises. Sa venue aurait — antérieurement à Gajabahu Ier — inspirée son culte parmi les habitants de Ceylan, particulièrement les batticaloais ou les jaffnais. 
Au Sri Lanka, elle est très adorée sur toute l'île, sous les noms de Pathini (singhalais : පත්තිනි) ou Pathini Deviyo (singhalais : පත්තිනි අම්මා ; « Déesse chaste ») par les populations cingalaises bouddhistes, et de Kannaki Amman ou localement Kannakai Amman (tamoul : கண்ணகி அம்மன் ; « Déesse Kannaki » ou « Kannakai ») par les populations tamoules ceylanaises hindoues. Bien que son culte a été fortement combattu à la fois par les mouvements réformateurs bouddhistes et hindous de l'île aux XIXe et XXe siècles, une démarche quelque peu réussie dans la région de Jaffna. L'importance de Kannagi dans les croyances sri lankaises s'est largement maintenue, où elle est très souvent élevée au même rang que les divinités gardiennes de l'île dans la cosmologie singhalaise (appelés සතරවරම් දෙවිවරු (sataravaram devivaru) en singhalais ; peut-être apparentés aux Quatre Rois célestes du bouddhisme chinois), et est encore une des principales divinités vénérées par les tamouls sri lankais. L'importante célébration de l'Esala Perahera à Candy, honore notamment dans ses processions la déesse Pattini (Kannaki déifiée). 
Au Kerala, le culte de Kannagi est associé à celui de la déesse Bhagavati, divinité très importante dans la région, qui aurait été vénérée par Kannagi en personne. Ainsi elle peut être appelée Kannaki Bhagavati (malayalam : കണ്ണകി ഭഗവതി), dont les mythes racontent qu'après sa vengeance sur Madurai, elle trouve son Salut en pays Chera, dans le sanctuaire de Cranganore où elle s'immerge en la divinité de Kodungallur Bhagavathi, tandis qu'à Attukal, elle serait Attukal Bhagavathi en personne,.

## Kannagi dans la Culture
La grande popularité du Silappatikaram et du mythe de Kannagi a donné lieu à quelques réalisations cinématographiques en Inde et au Sri Lanka, tels que les films indiens Kannagi, réalisé en tamoul en 1942, Poompuhar, réalisé en 1964 en tamoul, Kodungalluramma, réalisé en malayalam en 1968, ou bien le film sri lankais Paththini, réalisé en 2016 en singhalais.

### «Incident politique» lié à Kannagi
Une statue de Kannagi en colère et tenant son bracelet de cheville dans une main — la représentant dans la scène du Silappatikaram où elle demande justice au roi Pandya du fait de la mort de son mari Kovalan aux mains des gardes du roi — forme un lieu de repère de Madras, sur Marina Beach, présente sur place depuis 1968. Installée là par M. Karunanidhi — alors ministre régional des travaux publics sous le gouvernement Annadurai (parti DMK) — à l'occasion de la Conférence tamoule mondiale (en) (World Tamil Conference) qui se tenait à Madras la même année.
En décembre 2001, cette statue a été enlevée par la police de Madras, à la suite d'un accident de la route survenu à ses abords le 6 décembre 2001 au matin. Les déclarations officielles précisent que le piédestal de la statue a été percuté par un camion, et que celle-ci a été retirée pour faciliter la circulation. L'incident s'étant produit pendant le gouvernement du parti politique d'opposition AIADKM — mené par l'ancien ministre en chef du Tamil Nadu, O. Paneerselvam —, M. Karunanidhi et les cadres du parti DMK prétextent y voir un affront fait à leur égard, et saisissent cette opportunité pour améliorer leur image auprès de l'électorat. À cette période, M. Karunanidhi et son fils M. K. Stalin, ce dernier alors maire de Madras, étaient inculpés dans une sérieuse affaire de corruption liée aux travaux publics sur la ville. Le parti en place au pouvoir, l'AIADKM, était également en position d'instabilité, en raison d'accusation de corruption porté à l'encontre de la cheffe de parti Jayalalitha Jayaram, alors en cours d'instruction, qui ont poussé la Cour Suprême indienne à exiger d'elle de démissionner de sa fonction de ministre en chef quelques mois plus tôt. Celle-ci confiant son gouvernement à son suppléant O. Paneerselvam, qui sera en charge jusqu'en mars 2002, où elle peut à nouveau reprendre son poste.
Le parti politique DMK lance en réaction au déboulonnement un comité de soutien pour la statue de Kannagi (le « Save Kannagi Statue committee ») et tente de mobiliser l'opinion publique contre l'AIADMK, sur fond de chauvinisme tamoul. Une démarche qui n'a pas eu le succès escompté par le parti, mais qui a bénéficié d'un fort relais sur les médias et la presse de l'État,. Une « tempête médiatique » se forma lorsque des rumeurs — répandues par M. Karunanidhi et des cadres du DMK — courent que la statue aurait été retirée sur les avis d'un conseiller en astrologie de Jayalalitha Jayaram, selon lesquels tant que la statue de Kannagi serait là, demandant justice, elle aurait des difficultés à se maintenir à son poste pendant la durée de son mandat.
La statue est remise en place par M. Karunanidhi le 3 juin 2006, lorsqu'il accède à nouveau au poste de Ministre en chef de l'État du Tamil Nadu.